# Fernando Guillén Martínez

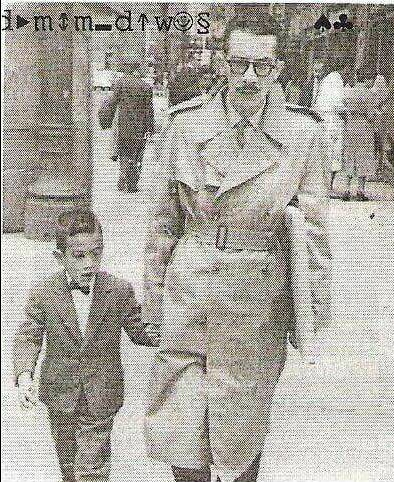
Fernando Guillén Martínez y su hijo, Felipe Guillén Jiménez

Fernando Guillén Martínez (1925-1975, Colombia) fue un investigador, periodista, historiador, sociólogo y ensayista colombiano.

## Biografía
Guillén fue un prolífico investigador, periodista, historiador, sociólogo y ensayista, autor de obras como El secreto y la imagen (ensayo), La torre y la plaza (ensayo), Estructura histórica, social y política de Colombia, La Regeneración y El poder político en Colombia. Algunas de sus obras fueron escritas como documentos de apoyo en número limitado para sus intervenciones en foros académicos, cátedras universitarias y revistas especializadas y su contenido sigue siendo relevante en la actualidad.
Fernando Guillén se casó en 1948 con Josefina Jiménez González, con quien tuvo siete hijos: María Clara, historiadora; Gonzalo, periodista y escritor; Felipe, periodista y escritor; Alejandro, arquitecto; María del Rosario, historiadora; María Margarita, filósofa y María del Pilar, administradora de empresas. Fue profesor en varias universidades en Colombia y en los Estados Unidos de América como Georgetown, Nuevo México, Yale, Universidad Nacional de Colombia, Universidad de Antioquia y Universidad Jorge Tadeo Lozano. Fue jefe de redacción y columnista del periódico La Razón, editor de la revista Semana en su primer período y columnista del periódico El Tiempo de Bogotá. Al momento de su muerte se desempeñaba como Coordinador de Estudios Políticos del Centro de Investigación para el Desarrollo (CID) de la Universidad Nacional de Colombia.